# Mary Stuart (actrice)
Pour les articles homonymes, voir Marie Stuart (homonymie).
Mary Stuart Houchins, née le 4 juillet 1926 à Miami (Floride) et morte le 28 février 2002 à New York, est une actrice, auteur-compositeur-interprète et guitariste américaine.

## Biographie

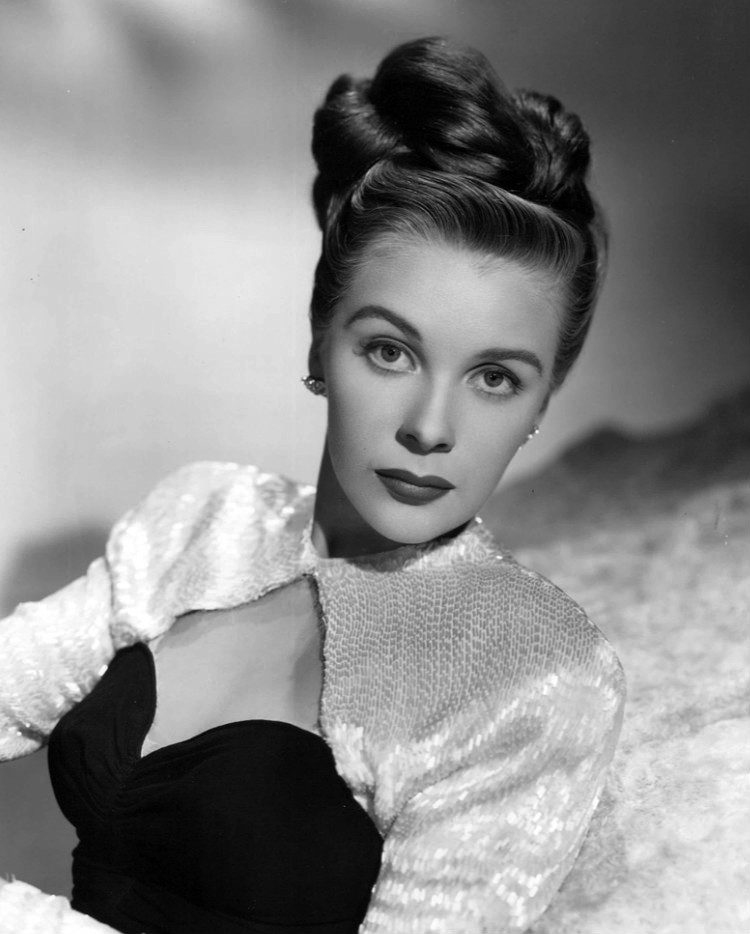
Photographiée en 1947

Mary Stuart débute adolescente au cinéma, apparaissant dans des petits rôles non crédités à partir de Week-end à la Havane de Walter Lang (1941). Elle est créditée pour la première fois dans Le Souvenir de vos lèvres de Richard Thorpe (1947, avec Esther Williams et Jimmy Durante). Suivent notamment Les Aventures de don Juan de Vincent Sherman (1948, avec Errol Flynn et Viveca Lindfors) et La Piste des caribous d'Edwin L. Marin (1950, avec Randolph Scott et Gabby Hayes), le dernier de ses trente-deux films américains.
Elle se tourne ensuite vers la télévision, contribuant à huit séries, les deux premières en 1950. Elle est surtout Joanne Gardner (en) dans le feuilleton C'est déjà demain, au long des épisodes diffusés entre 1951 et 1986. Son dernier rôle au petit écran est celui également récurrent de Meta Bauer, dans le feuilleton Haine et Passions (344 épisodes, 1996-2002). S'ajoute un téléfilm diffusé en 1983.
À noter un ultime petit rôle non crédité au cinéma, dans le film franco-italien Les Contes de Canterbury de Pier Paolo Pasolini (1972).
Par ailleurs, à partir des années 1950, elle est auteur-compositeur de chansons populaires qu'elle interprète en public (s'accompagnant parfois à la guitare) et objet de deux parutions en disques microsillons ; la première de huit titres intitulée Joanne Sings (par référence à son rôle télévisé précité de Joanne Gardner), où elle est accompagnée par Percy Faith et son orchestre, paraît en 1956 ; la seconde de douze titres intitulée Mary Stuart paraît en 1973 (avec la contribution d'Eddy Barclay et Michel Legrand pour le premier titre de la face B, Every Knows).
Mary Stuart meurt à 75 ans, en 2002.

## Filmographie partielle

### Cinéma
- 1941 : Week-end à la Havane (Week-End in Havana) de Walter Lang : une danseuse
- 1942 : Sept Jours de perm (Seven Days' Leave) de Tim Whelan : une fille
- 1942 : Filles des îles (Song of the Islands) de Walter Lang : une indigène
- 1942 : La Poupée brisée (The Big Street) d'Irving Reis : une showgirl
- 1943 : Les Enfants d'Hitler (Hitler's Children) d'Edward Dmytryk : une fille
- 1943 : Pile ou Face (Mr. Lucky) de H. C. Potter : une fille
- 1943 : Le Faucon pris au piège (The Falcon Strikes Back) d'Edward Dmytryk : une ouvreuse au théâtre de marionnettes
- 1947 : Marchands d'illusions (The Hucksters) de Jack Conway : la modèle dans l'ascenseur
- 1947 : La Danse inachevée (The Unfinished Dance) d'Henry Koster : une ballerine
- 1947 : Vive l'amour (Good News) de Charles Walters : Flossie
- 1947 : Le Souvenir de vos lèvres (This Time for Keeps) de Richard Thorpe : Frances Allenbury
- 1948 : Les Aventures de don Juan (Adventures of Don Juan) de Vincent Sherman : Catherine
- 1948 : La Mariée du dimanche (June Bride) de Bretaigne Windust : une hôtesse dans l'avion
- 1949 : Vénus devant ses juges (The Girl from Jones Beach) de Peter Godfrey : Hazel
- 1950 : La Piste des caribous (The Cariboo Trail) d'Edwin L. Marin : Jane Winters
- 1972 : Les Contes de Canterbury (I racconti di Canterbury) de Pier Paolo Pasolini : une prêtresse

### Télévision
(séries)

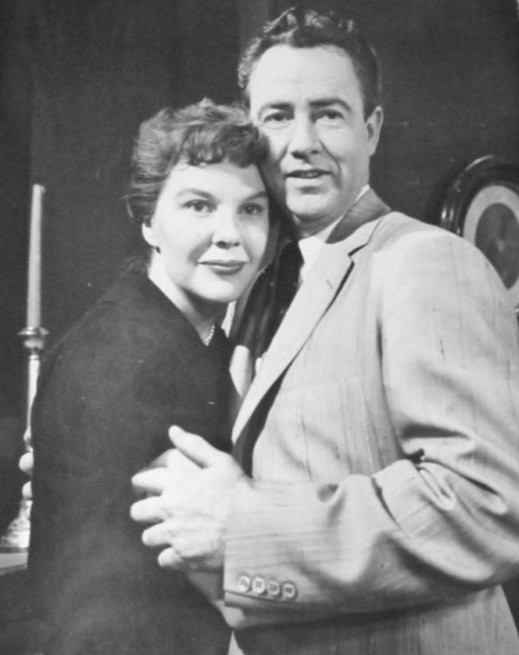
Mary Stuart et Terry O'Sullivan, dans la série C'est déjà demain (v. 1955)

- 1952 : Omnibus, épisode The Trial of Anne Boleyn (segment The Bad Men)
- 1951-1986 : C'est déjà demain (Search for Tommorow), feuilleton, 2784 épisodes : Joanne Gardner Tate
- 1988 : On ne vit qu'une fois (One Life to Live), feuilleton, un épisode : Juge Claire Webber
- 1996-2002 : Haine et Passions (Guiding Light), feuilleton, 344 épisodes : Meta Bauer